# Рєпніна Варвара Миколаївна
Варва́ра Микола́ївна Рєпніна́ (*31 липня 1808, Москва — †9 грудня 1891, Москва) — донька малоросійського генерал-губернатора князя Миколи Рєпніна-Волконського і княгині Варвари з Розумовських, племінниця відомого засланого декабриста Сергія Волконського. Її ім'я було тісно пов'язане з культурним життям України середини XIX століття, зокрема, вона відіграла вагому роль у біографії Тараса Шевченка, який називав її «добрим ангелом».

## Життєпис
Народилася в Москві, але від часу переїзду батьків до Полтави (1816) знайшла собі в Україні другу батьківщину, яку щиро полюбила. У Полтаві вона навчалася в інституті шляхетних панн, заснованому її батьками. Від батька дівчина успадкувала гуманне, доброзичливе ставлення до простого народу, якому завжди намагалася допомагати й, по суті, присвятила все своє життя. Вона досконало знала кілька іноземних мов, зналася на живописі, музиці, ще в молоді роки почала друкуватися під псевдонімом Лізверська. У жовтні 1828 була заочно занесена до списків фрейлін, хоча при імператорському дворі бувала рідко.
Під час перебування у Полтаві княжна охоче брала участь у благодійних заходах, відвідувала міський театр, де грав тоді М.С. Щепкін, звела знайомство і з діячами місцевої культури: І.Котляревським (керівника театру), В.Капністом, П.Гулак-Артемовським, М. Цертелєвим.
В ці роки до неї сватався Лев Баратинський (1805—1858), брат поета Євгена Баратинського, який служив ад'ютантом в князя Миколи Рєпніна. Батьки Варвари чинили опір нерівному шлюбу і розлучили молодих. Через нещасливе кохання в 1834 році Лев вийшов у відставку і назавжди оселився у своєму маєтку, де помер неодруженим. За спогадами академіка Б. Чичеріна, Варвара була «жінка рідкісних серцевих властивостей, до глибокої старості зберігала серцеву пам'ять про кохану нею людину, його портрет висів у неї в спальній, проте його рідні були предметом особливої її ласки».
З 1842 р. мешкала в Яготині, який тоді належав до Полтавської губернії і де оселились батьки. В їхній родині жили тоді талановиті сестри-сироти Псьол — Олександра, Глафіра і Тетяна. В липні 1843 року Олексій Капніст привіз до Яготина Тараса Шевченка для копіювання портрета батька княжни. Поет і художник був прийнятий всією князівською родиною привітно і щиросердно. Теплі стосунки склалися в нього з молоддю — княжною Варварою і сестрами Псьол.
Варвара з розумінням і глибокою симпатією поставилась до творчості Шевченка, сприяла поширенню перших естампів його «Живописної України», пізніше допомагала у влаштуванні вчителем малювання в Київському університеті. Щодо цих благородних рис в її характері знаходимо в некролозі такі слова: «Варвара Миколаївна була не тільки другом і заступницею, але й добрим генієм, уособленим сумлінням поета. Вона підтримувала у ньому віру в його високе покликання і з властивою їй відвертістю не раз висловлювала йому гіркі істини, коли він збочував на невірний шлях».
У своєму ранньому автобіографічному творі «Дівчинка» В. Рєпніна за головним героєм Березовським сховала любий їй образ Шевченка. Тарас Григорович тоді ж, 1843 року, прочитав рукопис твору і зрозумів почуття авторки. В листі до Варвари Миколаївни він писав: «О добрый ангел! Молюсь и плачу пред тобою, ты утвердил во мне веру в существование святых на земле!».

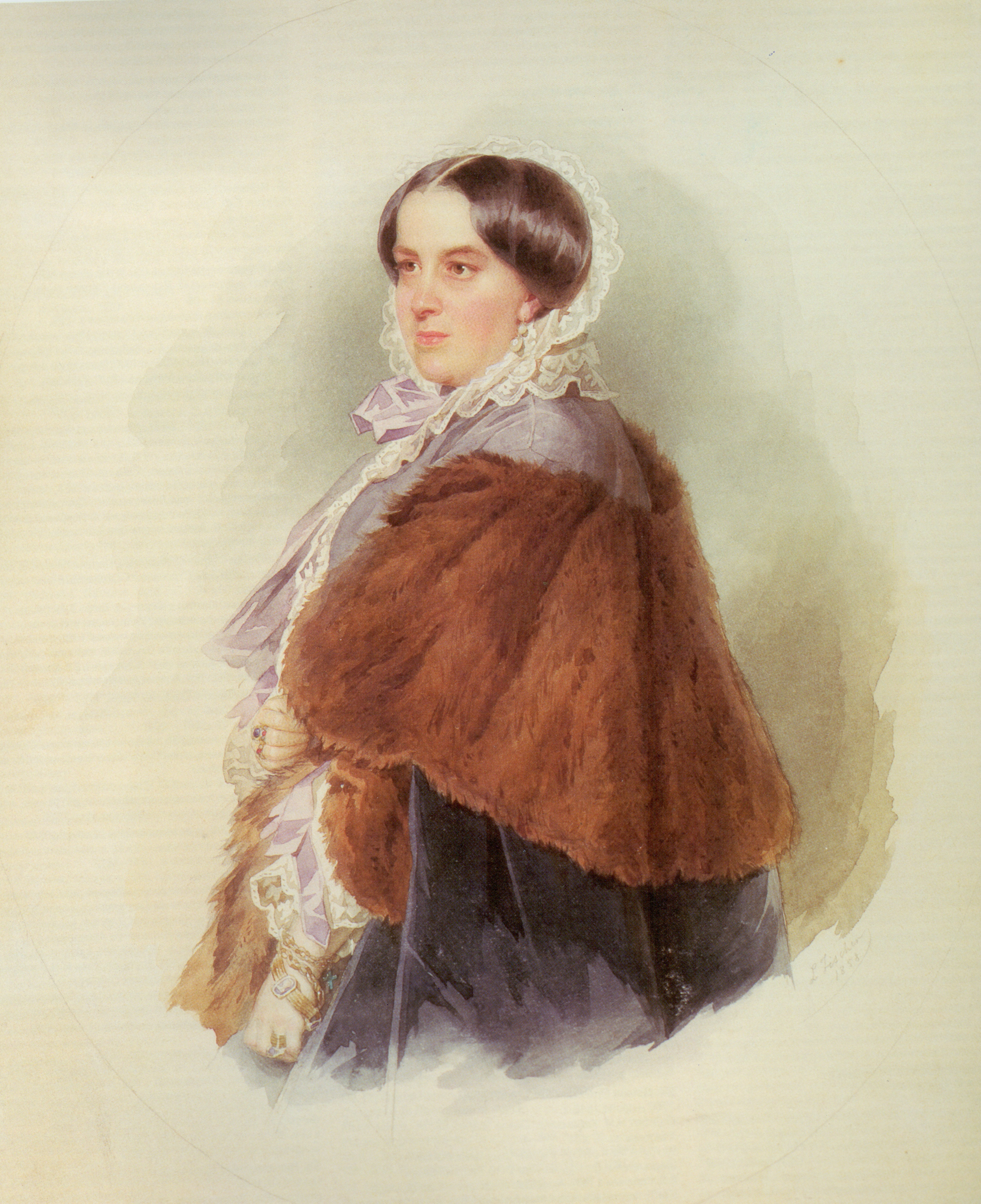
Варвара Миколаївна Рєпніна на акварелі Л. Фішера (1858)

У відомій посвяті до поеми «Тризна», адресованій Варварі Миколаївні, Шевченко щиро зізнався:
Ваш добрый ангел осенил
Меня бессмертными крылами
И тихоструйными речами
Мечты о рае пробудил…
Але той факт, що вони знаходились на різних суспільних щаблях, переважив, і їхні шляхи розійшлись.
Пізніше, коли Шевченко потрапив на заслання до Орська, Рєпніна докладала зусиль, щоб полегшити долю поета, листувалася з ним, надсилала йому книги, аж доки 1850 року граф Орлов (керівник Третього відділу Імперської канцелярії — політичний розшук і слідство) брутально пригрозив їй, і відтоді листування між ними припиняється. Відомо 8 листів Шевченка до Рєпніної і 16 її листів до поета. Після приїзду в березні 1858 до Москви, незважаючи на лікарську заборону виходити з дому, Шевченко «нишком» відвідав Рєпніну, а через тиждень був у неї знову. Раніше з Нижнього Новгорода він незмінно передавав їй привіти в листах до близького товариша М. Щепкіна.
На початку 1850-х років, залишаючись одинокою, переїхала з Одеси, де Рєпніни мали помешкання, до Москви, де й прожила до смерті. 1866 року видала книжку «Листи молодої жінки про виховання», підписану псевдонімом «Лізварська». Напевно, не вся її творчість опублікована.

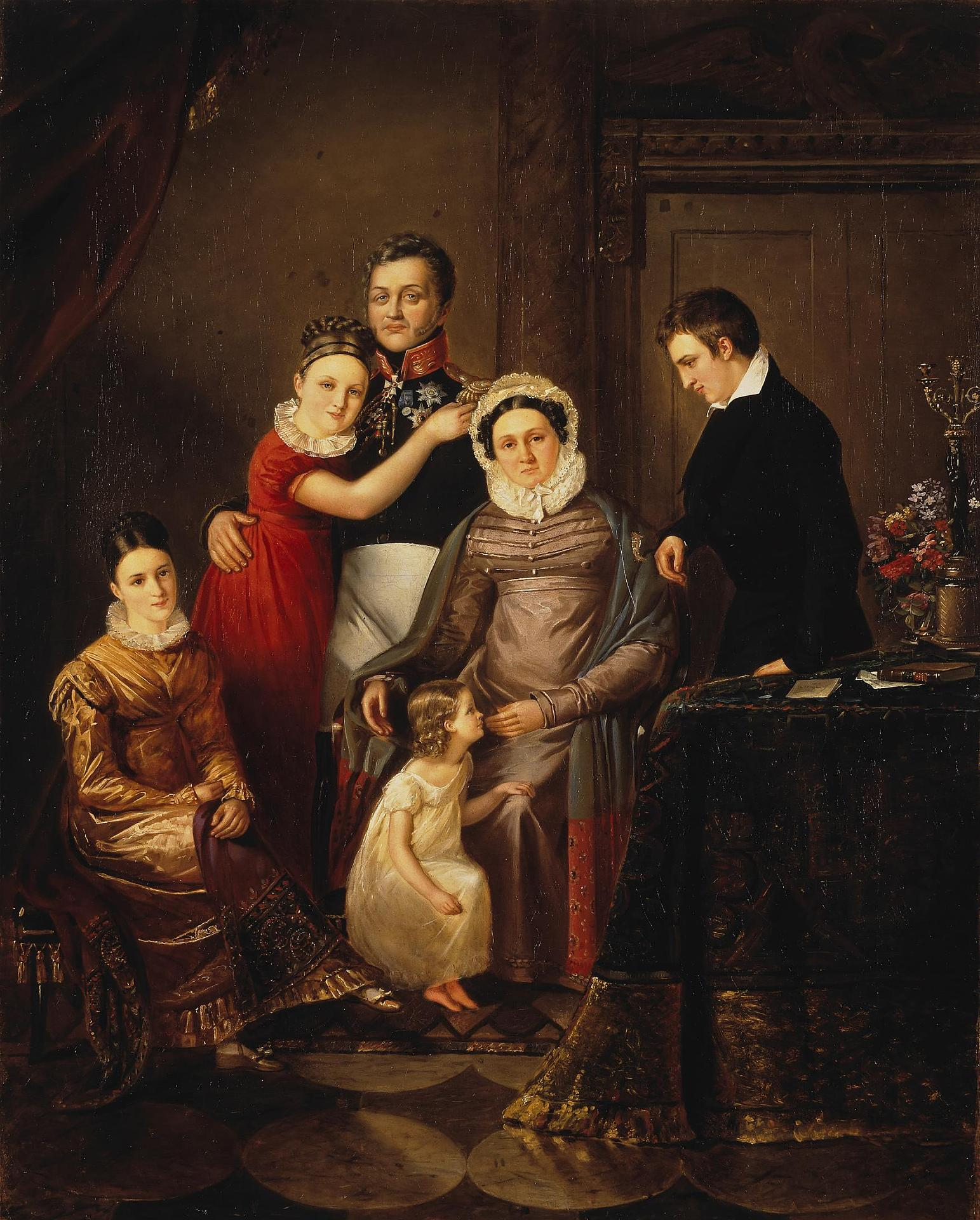
Сімейний портрет Волконських, між 1821 та 1830, Ермітаж

Історію своїх взаємин з Шевченком Рєпніна висвітлила в розлогому листі до свого вихователя Ш. Ейнара та в безіменній повісті, що являють собою важливі документи до психологічної характеристики Шевченка та його біографії. Пізніше журнал «Русский Архив» опублікував її спогади про Шевченка. Вважається, що вони позначені меншою достовірністю, хоч і перейняті пошаною до поета. У тому ж журналі «Русский Архив» були опубліковані її спогади про зустрічі з Миколою Гоголем.
Цінні відомості про Шевченка з часу його перебування на Полтавщині записав з уст княжни літературознавець М.Чалий.
До самої смерті свято берегла пам'ять про Шевченка, розповідала про нього своїм знайомим, жваво цікавилася тим, що писали про нього журнали. Взимку 1883 писала М. Чалому, біографу Шевченка: «Я почула з великим задоволенням, що Полтавське земство на останньому своєму зібранні вирішило дати 500 руб. на полагодження могили Шевченка». За кілька місяців вона передала до Полтави через свого племінника 180 руб. зі своїх заощаджень «на пам'ятник або могилу Шевченка».
Благодійність стала сенсом життя Варвари. Сучасник писав про неї: «Її двері були завжди відчинені для вбогих і знедолених». Одним вона допомагала грішми, іншим писала листи і прохання, влаштовуючи чиюсь долю.
Померла на 83-му році життя і похована у Алексєєвському цвинтарі (Москва) поряд із своєю вірною подругою Г.І. Борковською, яку вона ненабагато пережила. У некролозі на її смерть писалося: «…смерть її є в кожному разі суспільною втратою, і майбутній історик російського суспільства поза сумнівом віднесе її до гурту тих чистих і благородних людей, які помітно впливали на суспільство самим фактом свого існування».

1925 року Михайло Возняк опублікував у Львові книжку під назвою «Шевченко й княжна Рєпніна», де містилося й її автобіографічне оповідання «Дівчинка». За словами вченого, Шевченко шанував у ній «благородний розум, смак і ніжні, піднесені почуття».

Варвара Рєпніна. Портрет роботи Г.Псел. 1839

## Вибрані твори
- «Сліпа» (поема)
- «Листи до молодої жінки про виховання»
- «Зі спогадів про Гоголя»
- «Спогад про бомбардування Одеси 1854 року»
- «Німа любов»